# Spoorlijn Güsen - Ziesar
De spoorlijn Güsen - Ziesar was een enkelsporige lokaalspoorlijn in de Duitse deelstaat Saksen-Anhalt.

## Geschiedenis

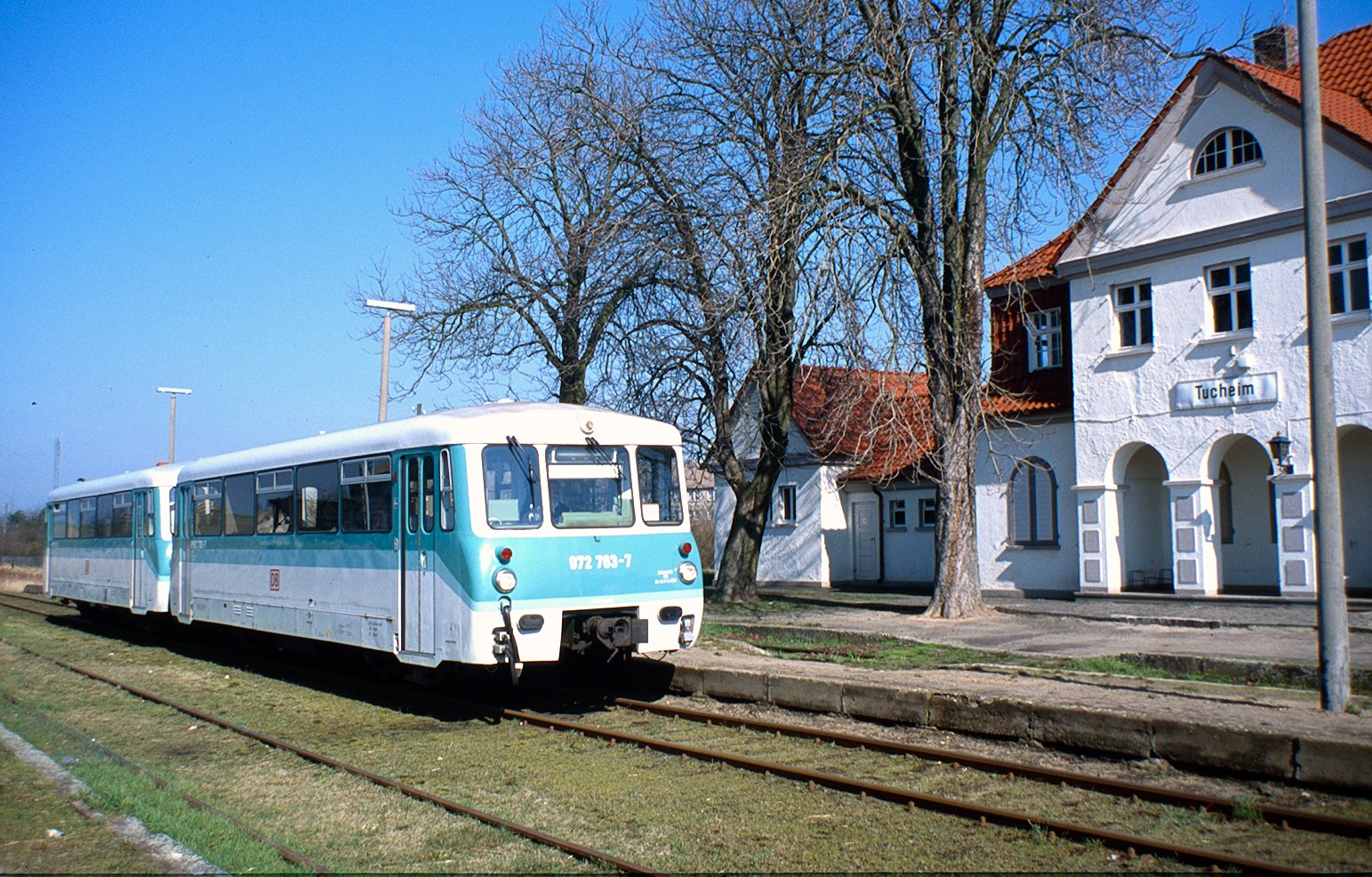
Station Tucheim in 1999

Op 2 april 1917 nam de Ziesarer Kleinbahn AG het traject van Güsen naar Ziesar in dienst. De lijn was al sinds 15 september 1916 in gebruik voor het goederenvervoer. Reizigerstreinen reden er vanaf 21 oktober 1916. Op 1 april 1949 werd het traject opgenomen in het bestand van de Deutsche Reichsbahn.
Het goederenvervoer tussen Güsen en Ziesar werd op 1 januari 1998 stopgezet. Het reizigersverkeer hield het uit tot 29 mei 1999. Op 1 januari 2005 keurde het Eisenbahn-Bundesamt (federale spoorwegautoriteit) de definitieve stillegging van de spoorlijn goed.
Het traject stond in het spoorboekje vermeld onder verschillende lijnnummers. Ten tijde van de DDR droeg het traject het nummer 707. Bij de Deutsche Bahn was de lijn tot aan de opheffing gekend onder het lijnnummer 262.